# Јанина Вода
Јанина Вода су насеље у општини Обилић, Косово и Метохија, Република Србија.
Порекло становништва села Јанина Вода, општина Обилић (Косово и Метохија).

## Географија
Заселак је на најнижем делу падине Чичавице, на пола километра од Ситнице. Разбијеног је типа са по три куће на два места. Удаљење између тих групица је око 200 метара. Групице кућа немају својих имена.

## Историја
Простор овог засеока су преци садашњег рода у њему купили око 1860. од неког Албанца Рустема, који је ту живео и који се онда, по тој продаји, иселио у Дрваре. За турске владавине се, бар од те купопродаје, Јанина Вода рачунала као засебно село, иако је имала само две куће. Припадала је Вучитрнском срезу. По ослобођењу од Турака присаједињена је Грачаничком срезу али као заселак Црвене Водице.

## Порекло становништва по родовима
У засеоку живи само род Ковачани (6 кућа., слава св. Врачи). Пресељени су из Ковачице у Копаоничкој Шаљи на куповицу. Даљом старином су из Црне Горе.

## Становништво
| Демографија | Демографија | Демографија |
| Година      | Становника  | Становника  |
| ----------- | ----------- | ----------- |